# Campionat britànic de trial 1991
La temporada de 1991 del Campionat britànic de trial fou la 42a edició d'aquest campionat, organitzat per l'ACU. El calendari oficial constava de 10 proves puntuables.

## Classificació final
| Posició | Pilot           | Motocicleta | Punts |
| ------- | --------------- | ----------- | ----- |
| 1       | Steve Saunders  | Beta        | 167   |
| 2       | Steve Colley    | Beta        | 153   |
| 3       | Wayne Braybrook | Beta        | 140   |
| 4       | Robert Crawford | Montesa     | 123   |
| 5       | Paul Rose       | Yamaha      | 93    |
| 6       | Stefan Merriman | Aprilia     | 91    |
| 7       | Tony Scarlett   | Aprilia     | 85    |
| 8       | John Shirt      | Gas Gas     | 84    |
| 9       | John Lampkin    | Beta        | 78    |
| 10      | Adam Norris     | Yamaha      | 65    |